# Rand Water

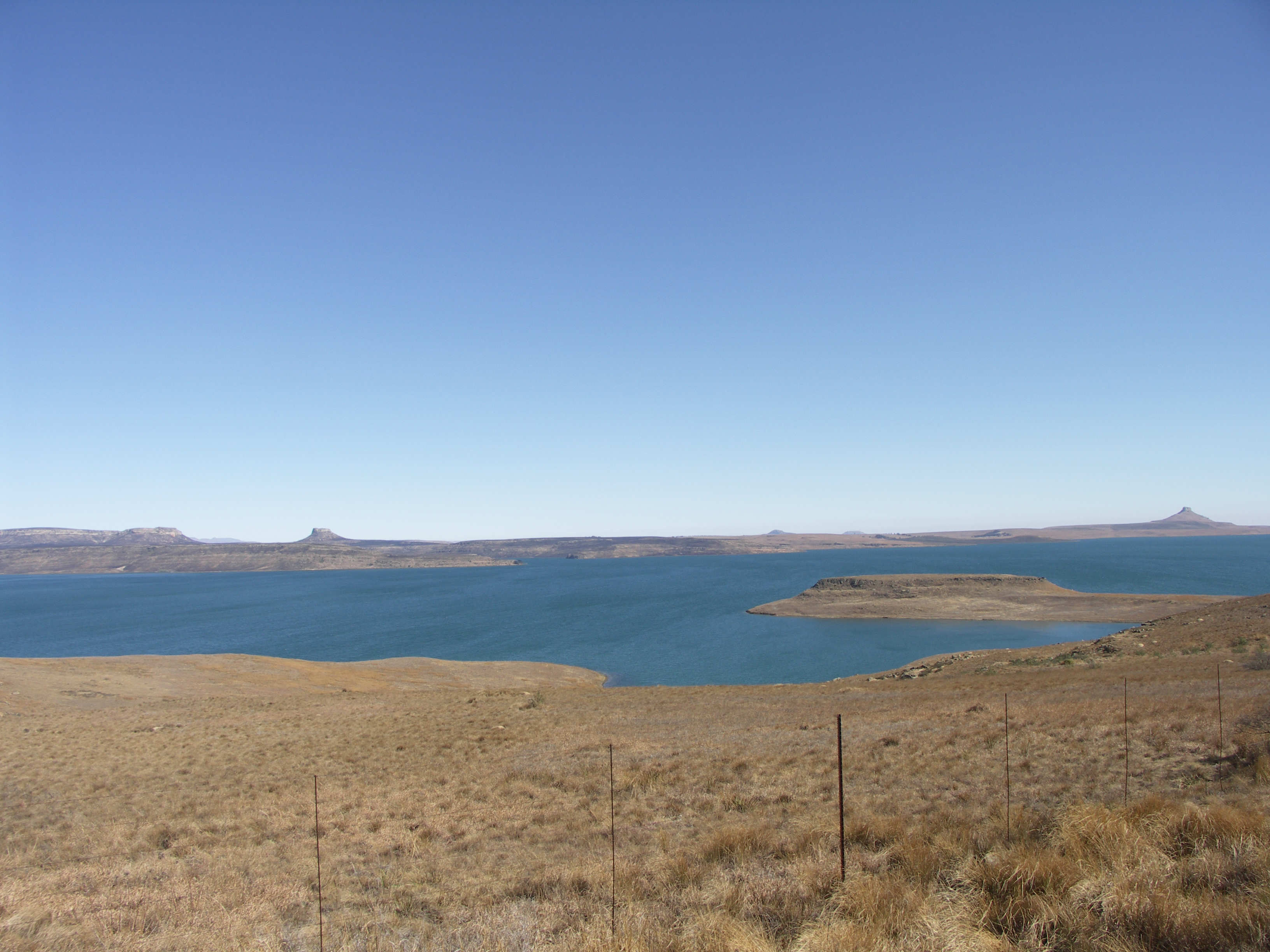
Der Sterkfontein-Stausee bei Harrismith

Rand Water (SOC) ist ein staatliches südafrikanisches Unternehmen, das für die Wasserversorgung und Abwasseraufbereitung verantwortlich ist. Es versorgt einen Großteil von Gauteng sowie Teilbereiche der Provinzen Mpumalanga, Free State und North West. Rand Water untersteht dem nationalen Department of Water and Sanitation (deutsch etwa: Ministerium für Wasser und Hygiene). Der Sitz des Unternehmens befindet sich in Glenvista, einem Stadtteil von Johannesburg. Die gegenwärtige Unternehmensgliederung von Rand Water ging aus einer Restrukturierung auf der Grundlage des Water Services Act (Act 108 / 1997, section 84) hervor.

## Geschichte

### Historische Ausgangssituation
Mit der Entdeckung der Goldlagerstätten am Witwatersrand im Jahre 1886 wuchs die Zahl der europäischen Einwanderer in dieser Region innerhalb eines kurzen Zeitraumes stark an. Die Bevölkerungszunahme erzeugte einen sprunghaft steigenden Wasserbedarf für deren Haushaltsführung, der zunächst in der durch natürliche Bedingungen eher wasserarmen Region nur schwierig zu befriedigen war.
Während dieser frühen Phase des städtischen Wachstums von Johannesburg wurde Wasser aus dem Tal des Fordsburgspruit gewonnen, wo die transvaalische Regierung Grundstücke von der Farm Braamfontein zum Zwecke der Wasserversorgung der nahen Bergarbeitersiedlungen erworben hatte. Eine Wasserentnahme erfolgte auch in der Nähe der heutigen End Street aus einem mit Natalspruit bezeichneten Areal. Hier, in den als Brickfields bezeichneten Vororten, entwickelten sich die ersten Ziegeleien, die das frühe Johannesburg mit Baumaterial versorgten. Eine weitere Wassergewinnungsstelle lag auf dem Gelände des heutigen Johannesburg Hospital im Stadtteil Parktown.
Der fortschreitende Erfolg des Goldbergbaus am Witwatersrand ließ den Wasserbedarf kontinuierlich und zusätzlich ansteigen.

### Wasserversorgung durch private Unternehmen

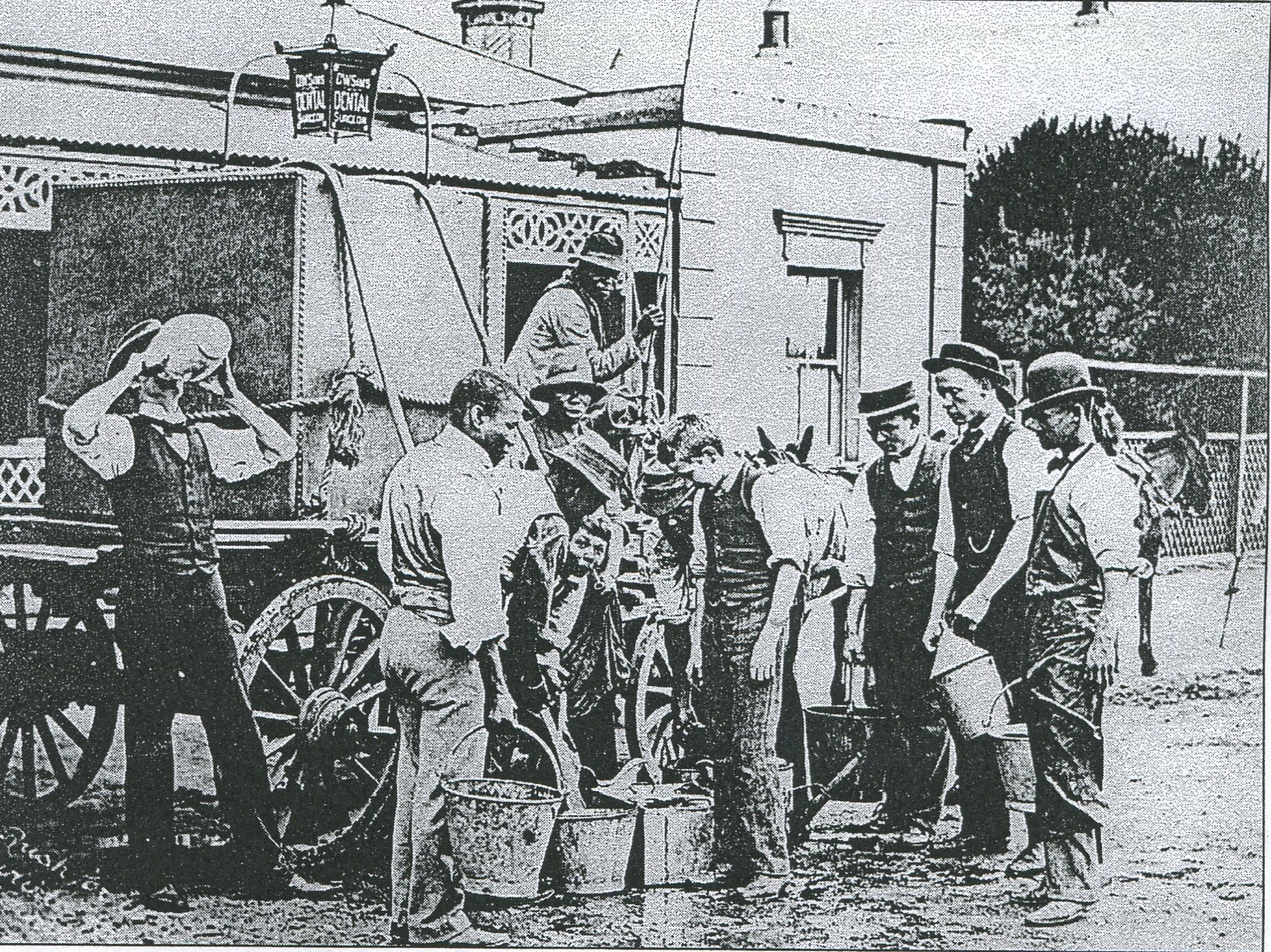
Anfänge der Wasserversorgung im Donald-Mackay-Park, Berea (Braamfontein), Johannesburg

Der hohe Wasserbedarf initiierte die Gründung privater Versorgungsunternehmen. Das waren 1893 die Braamfontein Water Company und das Vierfontein Syndicate. Die Braamfontein Water Company lieferte etwa 0,6 Millionen Liter pro Tag nach Parktown aus zwei Entnahmestellen in diesem Gebiet. Von Vierfontein Syndicate ist bekannt, dass Brauchwasser für den nahen Bergbau und eine bessere Qualität für die Trinkwasserversorgung bereitgestellt wurde.
Eine erste große Konzession für eine private Wasserversorgungseinrichtung (und Gaslichtinstallation) in Johannesburg erteilte der Transvaal Volksraad mit der Sivewright Concession im Jahre 1887. James Sivewright schuf auf dieser Grundlage im Juli desselben Jahres die Johannesburg Waterworks Estate and Exploration Company Ltd. Die Erlaubnis ermöglichte dem Unternehmen die Verlegung unterirdischer Leitungen zum Zwecke der Wasserversorgung in Johannesburg. Barney Barnato erwarb dieses Unternehmen wenige Monate nach dessen Gründung, im Jahre 1889. Die wirtschaftlichen Rahmenbedingungen erzeugten eine unkontrollierte Teuerung der Trinkwasserversorgung, so dass die Bevölkerung im privaten Haushalt auf Sodawasser auswich.
In den ersten Jahren erfolgte die Trinkwassergewinnung an Austrittsstellen der natürlichen Quellhorizonte am Fuße der Hügel im Stadtbereich. Als der Verbrauch anstieg veranlassten die Versorger Bohrungen auf dem Gebiet der Farm Zwartkoppjes. Die Abnehmer wurden mittels Eselswagentransporte für zwei Schillinge und sechs Pence pro Eimer beliefert. Doch der Wasserbedarf stieg weiter und 1899 ging deshalb die Zuurbekom-Pumpenstation in Betrieb.

### Errichtung der Rand-Wasserbehörde
Diese unhaltbare Entwicklung kam erst unter öffentliche Kontrolle, nachdem am 31. Mai 1902 die britische Regierung den Friedensvertrag mit den Burenrepubliken geschlossen hatte. Man erkannte in diesem Zusammenhang, dass die Strukturen der Wasserversorgung und Abwasserentsorgung aus der Sicht der öffentlichen Zuständigkeit dringend untersucht werden müssen.
Mit der Rand Water Board Incorporation Ordinance No. 32 of May 1903 entstand die rechtliche Basis zur Gründung der Johannesburger Wasserbehörde (The Rand Water Board). Sie nahm am 8. Mai 1903 ihren Betrieb auf. Am Verwaltungsrat waren Vertreter vom Johannesburger Stadtrat, der Chamber of Mines sowie anderen lokalen Behörden beteiligt.
Im Jahre 1904 wurde Rand Water beauftragt, die Wassergewinnungsanlagen von jenen damit befassten Unternehmen zu übernehmen, die damit kommunalwirtschaftlich relevante Wassermengen förderten. Die Behörde wurde auf diese Weise zum alleinigen Wassergroßversorger der Region.

### Wasserwirtschaft seit 1905
Bereits 1905 erlangte Rand Water volle umfassende Betriebsfähigkeit. Im Jahr 1906 war der von Rand Water gesicherte tägliche Wasserbedarf bei 11 Millionen Litern angekommen und seit dieser Zeit stieg er stetig an. Weil Wasser stets eine knappe Ressource in dem wachsenden Ballungsraum von Johannesburg bildete, war die Wasserbehörde gezwungen, sowohl einige Beschränkungen zu verfügen als auch nach immer neuen Gewinnungsmöglichkeiten zu suchen.
Die erste Bevorratung von Wasser des Vaals erfolgte 1905 bei Vereeniging, als hier das Leslie-Wehr (Leslie’s weir) errichtet wurde. Obwohl es nur 5 Fuß hoch war, staute es das Flusswasser auf eine Länge von 8 Meilen. Dieses Wasserreservoir fand seine Nutzung zur landwirtschaftlichen Bewässerung in der Region um Maccauvlei (Vorort von Vereeniging).
Folgende bedeutende Anlagen und Versorgungssysteme entstanden in Regie von Rand Water für die Region Johannesburg (in Klammer die Jahreszahl ihrer Errichtung bzw. Inbetriebnahme):
- Vaal River scheme (deutsch etwa: Vaal-Wassersystem) einschließlich des Vaal Barrage Dam (1914–1924) lieferte 91 Millionen Liter pro Tag
- Vereeniging–Pumpenstation (1924)
- Zwartkopjes–Pumpenstation (etwa 1908)[7] (Kromvlei Avenue in Mondeor, Johannesburg South)
- Vaal-Stausee (1938), flussaufwärts vor dem Vaal Barrage Dam errichtet, liefert 354 Millionen Liter pro Tag[8]
- Zuikerbosch–Pumpenstation (1949) (östlich von Vereeniging)[9]
- Sterkfontein-Stausee (1980–1986)
- Lesotho Highlands Water Project (1998)

Der Vaal River Development Scheme Act von 1934 legte die rechtliche Grundlage für den Bau der Anlagen entlang des Vaals.
Bis Anfang der 1930er Jahre blieb die Klipspruit Sewage Farm die einzige Abwasserbehandlungsanlage Johannesburgs. Erst ab diesem Zeitabschnitt entwickelten sich auf Initiative des Stadttechnikers E. J. Hamlich weitere Klärwerke in den Taleinschnitten der in nördliche Richtung aus dem Stadtgebiet Johannesburgs abfließenden Wasserläufe.

### Pretoria
Die Gemeinde Pretoria wurde seit 1942 durch Rand Water Board mit Wasser versorgt. Zuvor lag dieser Bereich in der Verantwortung eines privaten Unternehmens. Die Pretoria Water Works Companie, Ltd. entstand am 31. Dezember 1989 durch dessen Eigentümer L. G. Vorstmann, der sie am 10. Dezember formal gegründet hatte. Ihre Konzession zur wasserwirtschaftlichen Tätigkeit erhielt sie für einen Zeitraum von 50 Jahren.

## Staudammanlagen in der Verwaltung von Rand Water

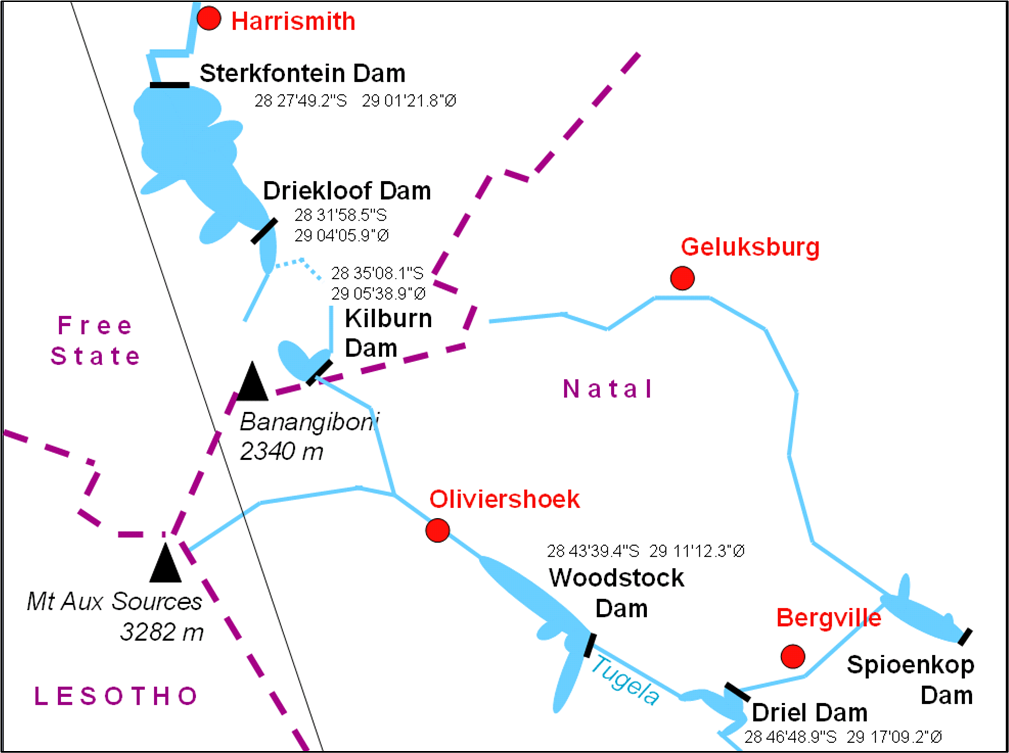
Lageplan der Staudämme des Thukela-Vaal-Transfer-Systems (Thukela-Vaal Transfer Scheme)

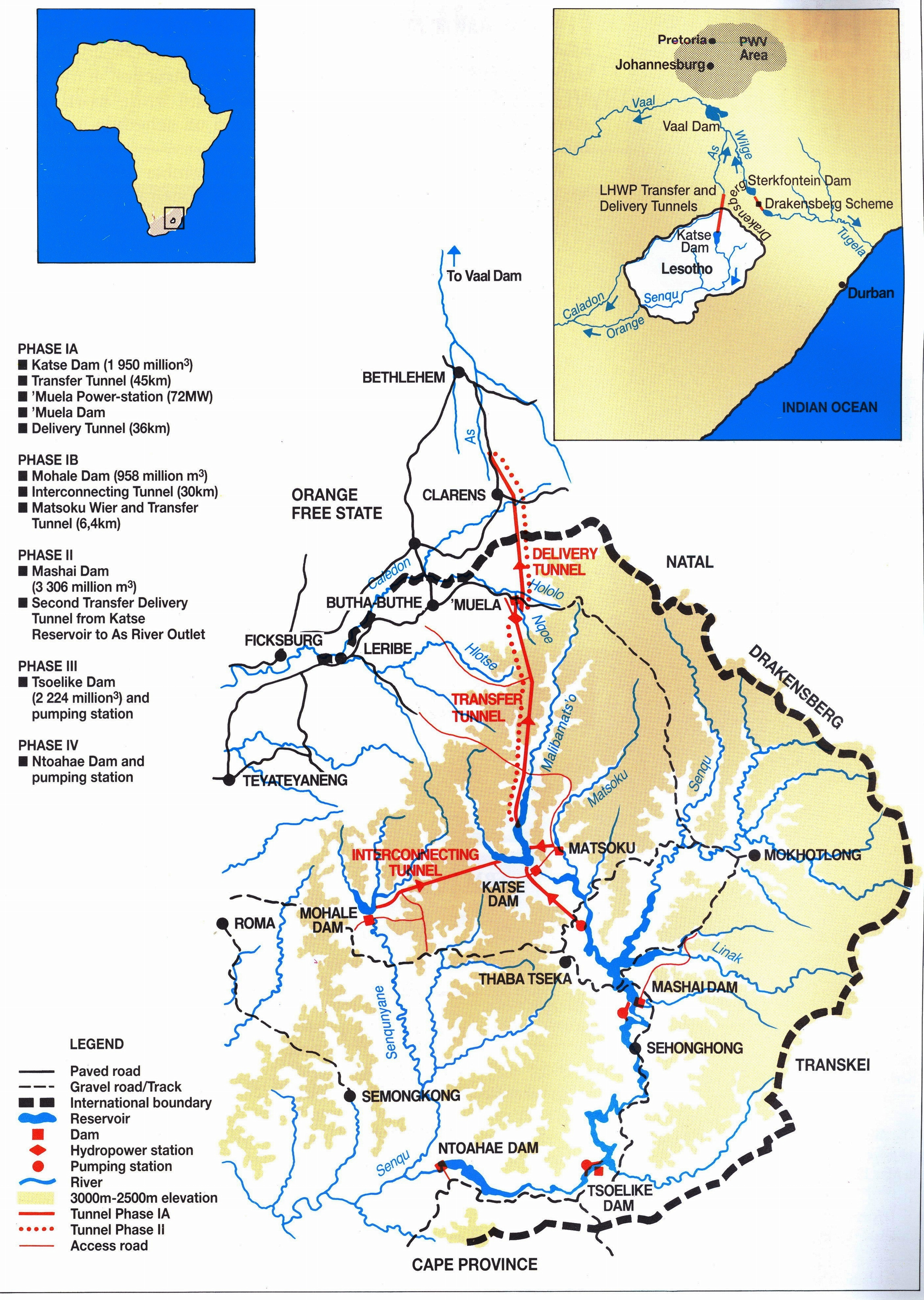
Lageplan wichtiger Komponenten des Lesotho Highlands Water Project

Folgende Staudämme sind Teil der Wassergewinnungssysteme von Rand Water:
- Bloemhof Dam

Der Bloemhof-Stausee ist das am weitesten westlich gelegene Wasserreservoir von Rand Water. Es befindet sich bei der Kleinstadt Bloemhof auf den Territorien zweier Provinzen, von North West und Free State. Dieser Stausee besitzt eine Wasserfläche von 233 km2 und kann 1,26 Milliarden m3 Wasser aufstauen. Die durchschnittliche Wassertiefe beträgt 18 Meter. Weiter flussabwärts speist der Vaal im Umfeld der Stadt Christiana das Kanalnetz Vaalharts Water, das zu den umfassendsten Bewässerungssystemen weltweit gezählt wird. Der Bloemhof-Stausee reguliert die dafür erforderliche Wassermenge im Flusslauf.
- Grootdraai Dam

Der Grootdraai-Stausee liegt östlich der Stadt Standerton auf dem Gebiet von Mpumalanga und besitzt ein Stauvermögen von 350 Millionen m3. Er wird hauptsächlich vom Vaal gespeist und dehnt seine Wasserfläche auf 39 km2 aus. Die größte Wassertiefe beträgt 27 Meter.
- Vaal Barrage Dam Reservoir (Staustufensystem)

Das Staustufensystem am Vaal ist 64 Kilometer lang und verfügt über eine Gesamtstaukapazität von 63 Millionen Litern. Die Gesamtwasserfläche beträgt 168,35 km2 und dessen mittlere Wassertiefe liegt bei 3,5 Metern.
- Vaal Dam

Der Bau dieser Talsperre in den 1930er Jahren war ein gemeinsames Vorhaben von Rand Water und dem Department of Irrigation (Abteilung/Ministerium für Bewässerung). Der Vaal-Stausee sichert den Hauptwasserbedarf für Gauteng. Sein Einzugsgebiet beläuft sich auf 38.505 km2 und er kann 2575 m3 Wasser aufstauen. Seine Gesamtwasserfläche beträgt 321 km2 und die mittlere Wassertiefe 22,5 m. Der Stausee wird von Flüssen, wie Vaal, Waterval, Liebenbergsvlei, Klip, Nuwejaarspruit, Elands und Wilge direkt oder indirekt gespeist.
- Sterkfontein Dam

Der Sterkfontein-Stausee befindet sich bei Harrismith in Free State, nahe der Grenze zu KwaZulu-Natal und Lesotho. Er wurde in zwei zeitlichen Abschnitten, 1980 und 1986, fertiggestellt. Die Lage des Stausees hat sich aus wasserwirtschaftlicher Sicht als sehr vorteilhaft erwiesen, da die Umweltbedingungen seines Umfeldes sehr gut sind und die klimatische Situation an seinem Standort eine vergleichsweise niedrige Evaporationsrate verursacht (ca. 35 Millionen m3 pro Jahr). Der Damm wurde ursprünglich mit einer Höhe von 68 Metern errichtet und dessen Dammkrone 1980 auf 93 m angehoben. Der Stausee besitzt ein Fassungsvermögen von 2.617 Millionen Kubikmetern Wasser und befindet sich im Tal des Nuwejaarspruit, einem Zufluss des Wilge River. Im südlichen Abschnitt durchquert das Wehr des Driekloof-Stausee (Driekloof Dam) den Talsperrenraum, beide Wasserflächen liegen unmittelbar hintereinander und weisen nur einen geringen Niveauunterschied zueinander auf. Der Driekloof-Stausee erhält sein Wasser durch kleine natürliche Zuflüsse und über das Tunnel-Pipeline-System des Drakensberg Pumped Storage Scheme vom Jagersrust Balancing Dam aus dem benachbarten Tugela-Einzugsgebiet.
- Woodstock Dam / Tugela-Vaal Transfer Scheme

Die Woodstock-Talsperre befindet sich auf dem Territorium der Provinz KwaZulu-Natal bei dem Ort Bergville und unweit der Grenze zu Lesotho. Der Stausee ist mit 29 km2 relativ klein, verfügt aber über eine mittlere Tiefe von 40 Metern und kann deshalb 380 Millionen m3 Wasser anstauen. Er ist ein Teil des 1974 in Betrieb genommenen Tugela-Vaal-Transfersystems (Tugela-Vaal Transfer Scheme), zu dem weitere kleinere Speicherseen, wie Driel Barrage (KZN), Kilburn Dam (KZN) und Driekloof Dam (FS) gehören. Sie sind durch Tunnel und oberirdische Kanalverläufe miteinander verbunden. Vom Driekloof-Stausee gelangt das Wasser in die unmittelbar unterhalb von ihm gelegene und nur durch ein Wehr abgeteilte Sterkfontein-Talsperre. Teilbereiche dieser wasserwirtschaftlichen Anlagen sind Bestandteil des Drakensberg Pumped Storage Scheme von Eskom, einem mittels einer unterirdischen Druckwasserleitung zwischen Driekloof-Stausee und Kilburn-Stausee verbundenen Pumpspeicherkraftwerk. Sie dienen der Elektrizitätserzeugung bei Spitzenbelastungen im Netz.
Die Verfügbarkeit von Wasser aus dem Tugela-Vaal-Transfersystem ermöglichte es Rand Water während großer Trockenperioden, wie sie in den Jahren 1983 bis 1987 und 1995 eintraten, die Wasserversorgung für die Abnehmer uneingeschränkt aufrechtzuerhalten. Die Förderkapazitäten des Drakensberg Pumped Storage Scheme werden in solchen Fällen dafür genutzt, Wasser aus einem Ausgleichsbecken (Jagersrust Balancing Dam) bei der Jagersrust Pump Station über eine Pipeline und durch drei Tunnel über die Wasserscheide (Vaal-Tugela) im Bereich des Oliviershoek Pass in das von hier nördlich gelegene Einzugsgebiet des Vaal (hier der Nuwejaarspruit) zu transportieren, in den Sterkfontein Dam einzuspeisen und damit die Wasserversorgung in der Region Gauteng bei Spitzenabnahmewerten zu sichern.
- Lesotho Highlands Water Project (LHWP)

Das LHWP dient der Sicherung der Wasserversorgung von Gauteng seinem Planungsansatz nach bis über das Jahr 2020 hinaus. Im Nachbarland Lesotho wurden dafür Stauanlagen, Tunnel und Kanäle angelegt, um Wasser nach Südafrika dem Vaal-Staudamm zuzuleiten. Der geplante Komplex besteht aus sechs Staudämmen und drei Pumpenstationen. Es existieren bisher die Katse-Talsperre und die Mohale-Talsperre. Seiner Funktionsweise nach leiten die Anlagen das Wasser des Senqu/Oranje mittels Tunnel durch die Maluti Mountains in den Ash-River im östlichen Bereich der Provinz Free State, wo es dann auf natürlichem Wege dem Vaal-Stausee zufließt. Die erste Projektphase wurde 1998 beendet.

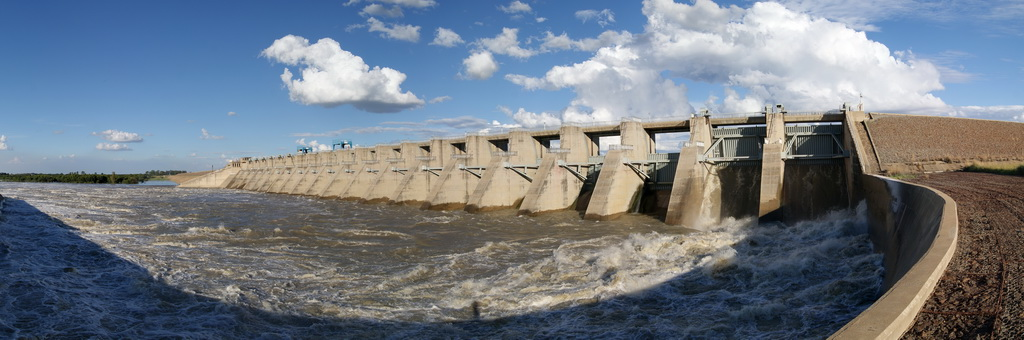
Bloemhof-Talsperre
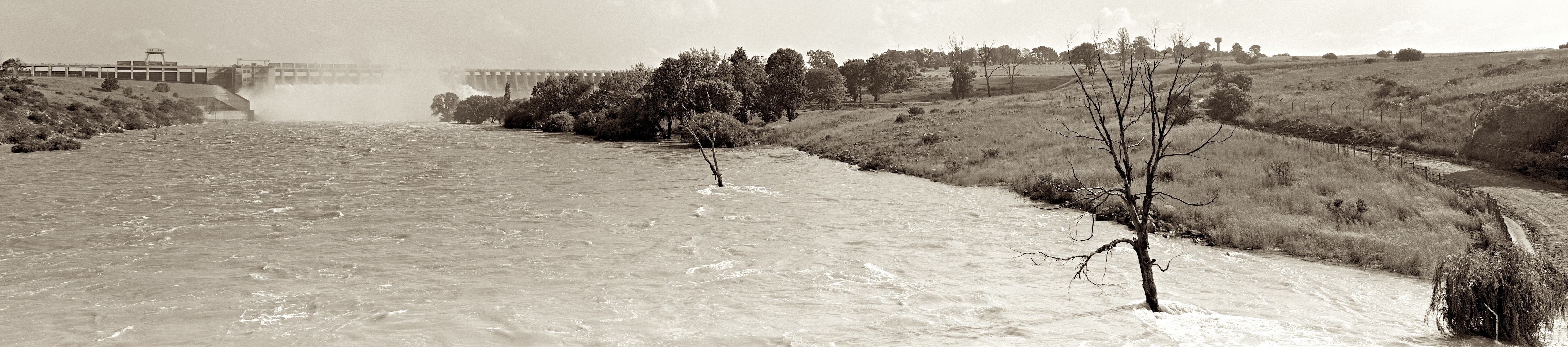
Vaal-Talsperre
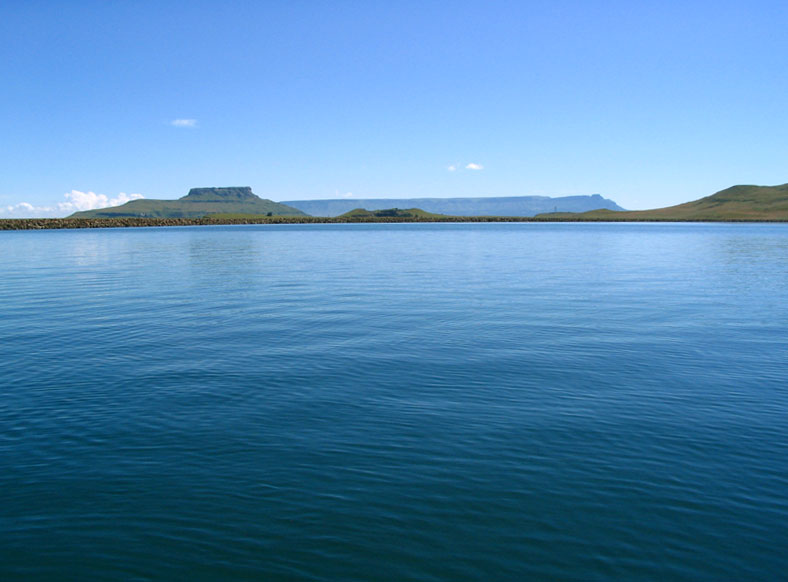
Sterkfontein-Talsperre
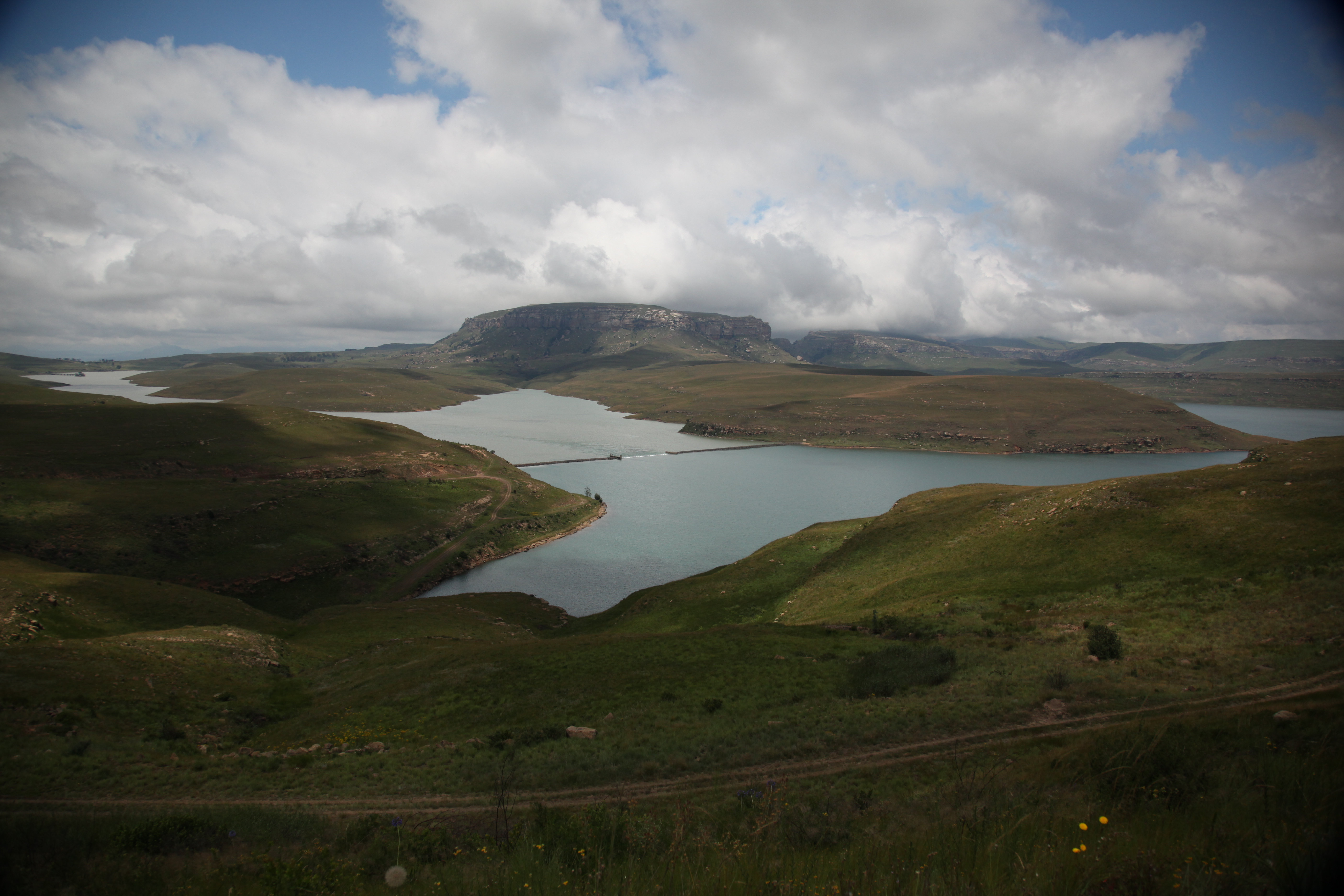
Driekloof-Stausee (rechts) mit dem Wehr zur Sterkfontein-Talsperre
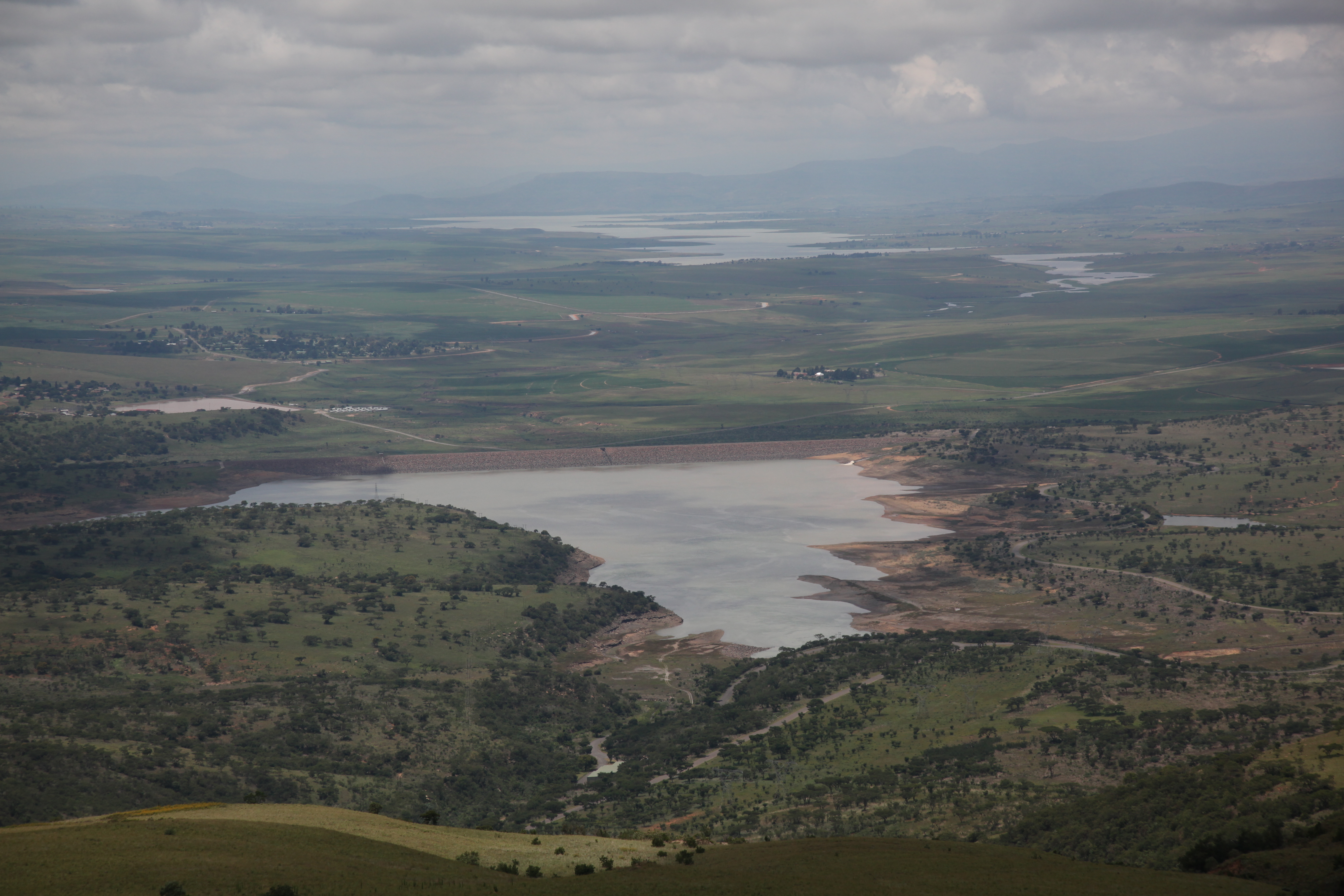
Kilburn-Talsperre und im Hintergrund die Woodstock-Talsperre

## Rohwasserzuführung
Die Hauptmenge der Rohwasserentnahme erfolgt vom Vaal-Stausee per Kanal und Schwerkraftpipeline. Weitere Zulaufmengen kommen durch Pumpensysteme aus dem Vaal River Barrage Reservoir in Lethabo, Zuikerbosch und Vereeniging. Einen kleineren Anteil kann aus Grundwasserleitern bei Zuurbekom gewonnen werden. Das gesamte Rohwasseraufkommen fließt Reinigungsanlagen zu. Dabei durchläuft das Rohwasser mehrere technologische Stufen. Das sind die Prozesse: Koagulation, Flockung, Sedimentation, Stabilisierung (pH-Wert-Absenkung), Filtration, Sterilisation und Chloramination.

## Wasserspeicher

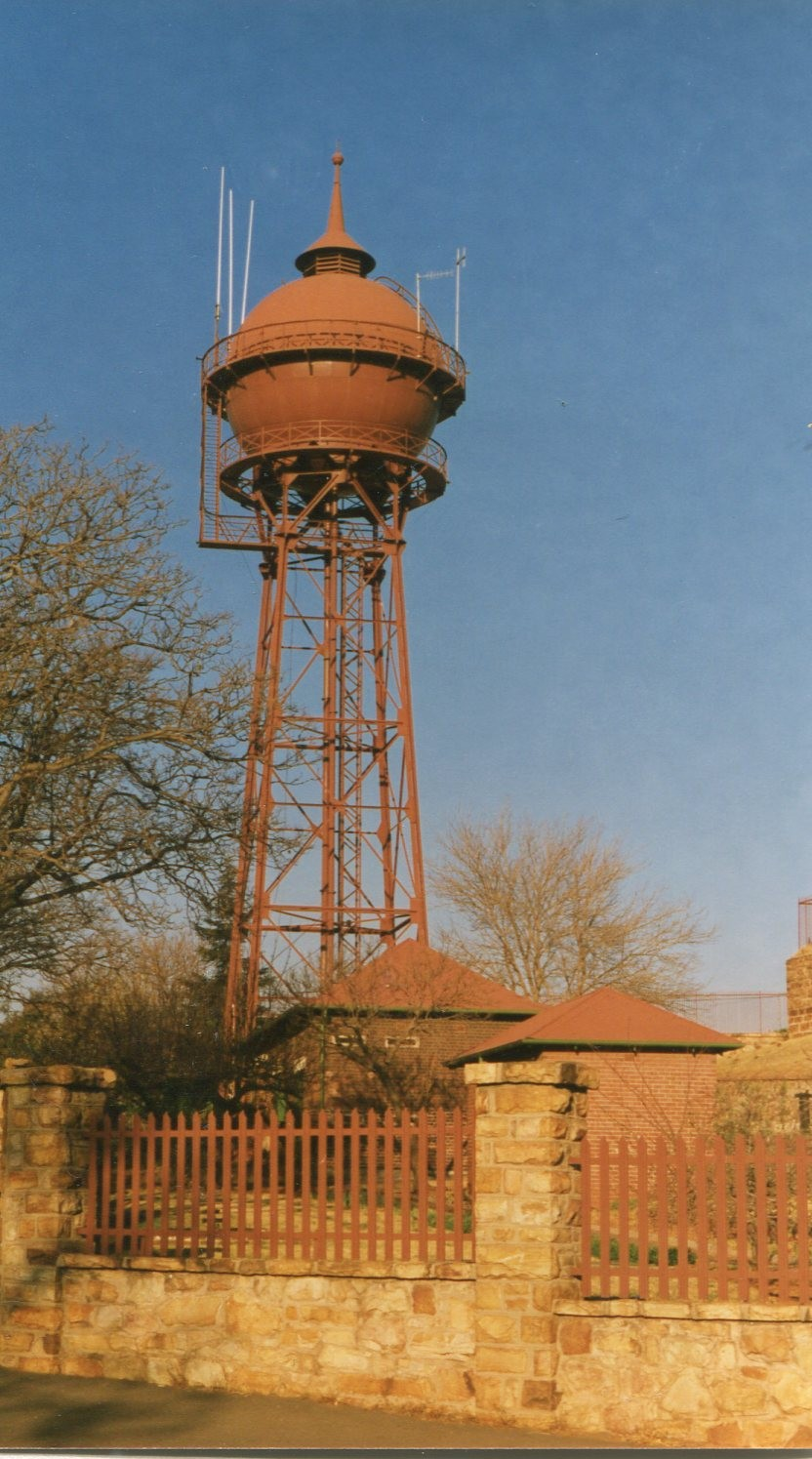
Yeoville-Wasserturm in Johannesburg-Doornfontein (Harley Street)

Rand Water führt Wasser aus dem Vaal-Stausee sowie aus den Reinigungs- und Pumpenanlagen in Vereeniging und Zuikerbosch zusammen. Von diesen Pumpenstationen wird das Wasser zur zentralen Booster-Pumpenstation Zwartkopjes geleitet, wo es ferner mit Hilfe drei weiterer Satellitenpumpen in Palmiet, Eikenhof und Mapleton über die Wasserscheide in 58 höher gelegene Wasserspeicher rund um Johannesburg befördert wird. Der dabei zu überwindende Niveauunterschied liegt zwischen 180 und 360 Metern. Von diesen Hochreservoires gelangt es durch die Schwerkraft und gegebenenfalls mittels Pumpen zu Verteilerstationen, von wo es bis zu den äußeren Grenzen des Versorgungsbereiches geleitet werden kann.
Die Abnehmer von Rand Water sind drei Metropolgemeinden, 15 Municipalities, die Verwaltung der Royal Bafokeng Nation, 45 Bergbauanlagen und etwa 771 Industriebetriebe und Direktkunden. Unter den Abnehmern befinden sich u. a. große städtische Wasserver- und -entsorgungsunternehmen, wie beispielsweise die 2001 gegründete Johannesburg Water SOC Ltd.

## Pipelines
Die Pipelinenetz von Rand Water hat eine Länge von 3056 Kilometern. Das Rohrsystem besteht aus Stahl- oder aus Betonröhren. Weil die Betonelemente zu anfällig für Lecks sind, werden sie sukzessive gegen Stahlröhren ausgetauscht. Nur 10 Prozent des Leitungsnetzes sind Betonröhren.

## Wasserbereitstellung
Im Jahre 1965 wurden durch Rand Water 1000 Millionen Liter pro Tag den Abnehmern zur Verfügung gestellt. Im Jahr 2012 sind es 4000 Millionen Liter pro Tag gewesen.
Im Verlauf der Dürrekatastrophe seit 2015 konnte Rand Water den Wasserbedarf in der Provinz Gauteng auf Grund zu geringer Wasserbehandlungskapazitäten zeitweilig nicht im erforderlichen Umfang decken.
Im Jahr 2024 kam es erneut zu erheblichen Engpässen bei der Wasserversorgung, die jedoch ihr Ursache in den von Rand Water versorgten kommunalen Leitungssystemen haben. Für zwei Wochen hatte Johannesburg kein Wasser. Die Ursachen sind vielfältig, sie liegen besonders in einer veralteten Versorgungsinfrastruktur. Beispielsweise im Netz von Johannesburg Water Management Ltd. wurden durch undichte Stellen und illegale Entnahmen Wasserverluste von bis zu 44 % des durch Rand Water gelieferten Volumens festgestellt. Ein weiteres Problem stellt der hohe und seit Mitte 2023 stark angestiegene Wasserverbrauch in den von Rand Water versorgten Metropolgemeinden (City of Ekurhuleni, City of Johannesburg, Tshwane) dar, dessen Volumen über den vereinbarten Bereitstellungsmengen liegt. Rand Water ist dadurch an die Grenzen seiner Leistungsfähigkeit gekommen.

## Rand Water Academy
Die Water Academy ist eine 2012 eröffnete Bildungsstätte von Rand Water, deren Angebote sich an bereits ausgebildete junge Menschen richten. Die Kurse reflektieren Themen aus den Bereichen Wissenschaft, Handwerkskunst, Technik und Verfahrenskontrolle.